# موريس غرين
موريس غرين (بالإنجليزية: Maurice Greene) هو عداء أمريكي ولد في 23 تموز 1974 يملك عدة ارقام قياسية وميداليات أولمبية، ويبلغ طوله 179 سم ويبلغ وزنه 79 كغم.

## السيرة الذاتية
موريس غرين ولد في مدينة كنساس الأمريكية التابعة لولاية كنساس ودخل مدرسة شلاغيل، وانضم بها إلى فريق كرة القدم وكذلك سباقات الميدان، ولكنه مع مرور الزمن تكيف للدخول مع سباقات الميدان.في عام 1995 شارك في أول بطولة له وكانت بطولة العالم لألعاب القوى في مدينة غوتنبيرغ السويدية، ولكنه خرج في سباق الـ100 متر من ربع النهائي.في الموسم التالي خيب ظنه لأنه لم يشترك مع الفريق الأمريكي في اولمبياد اتلانتا 1996.
على كل حال، في الموسم التالي كسر غرين خيبة الأمل وشارك في بطولة العالم لألعاب القوى في أثينا وفاز
بسباق الـ100 متر، هذا كان مؤشراً على بداية تألقه في سباقات المئة متر، وكسر لقبه بنجاح في أعوام
1999 و2000 وحصل على المديالية الذهبية في اولمبياد سيدني 2000، وكذلك نجح في سباق ال200 متر.
في بطولة العالم لألعاب القوى عام1999 فاز بسباق 200 متر.
على كل حال، هو لم يتسابق بسباق ال200 متر في اولمبياد سيدني 2000 بعد أن جرح في التصفيات الأمريكية.
في 1999 حقق موريس غرين رقم قياسي عالمي (9.79ث) في سباق 100 متر، حيث كسر رقم دونوفان
بايلي (9.84ث)، غرين واجه بايلي في سباق 50 متر داخل القاعات ولكنه لم يسجل رقم قياسي عالمي
في هذا السباق، ولكنه كسر الرقم القياسي العالمي في سباق 60 متر مرتان، حيث سجل الرقم (6.39ث) في سباق 60 متر داخل القاعات. إضافة إلى ذلك كان موريس غرين العداء الوحيد في التاريخ
الذي بحوزته رقمان قياسيان عالميان في نفس الوقت.
في 2002 خسر غرين رقمه القياسي في 100 متر لصالح الأمريكي تيم مونتغومري، حيث كسر رقمه
بفارق0.01ث، حيث كان غرين مصابا ويشاهد السباق من على فراشه.
ولكن مونتغومري شطبت نتائجه بعد أن أظهر النتائج للفحوصات ضد المنشطات أنه تناول منها.
ولكن الرقم تم كسره في عام 2005 بواسطة اسافا باول (9.77ث).
في دورة الألعاب الأولمبية 2004، اضاف غرين لسجله الأولمبي ميدالية برونزية حيث أنهى سباق
الـ100 متر ثالثا، وكذلك حصل على فضية سباق 4×100 تتابع حيث حصل على الذهبية فريق انكلترا
بفارق 0.01 ث.
غرين ركض تحت العشر ثواني 25 مرة في سباق ال100 متر خلال مسيرته وهذا انجاز لم يسبق له مثيل في تاريخ السباقات سوى من اثنان(أتو بولدون 28 مرة) و(فرانكي فريدريكس 27 مرة).
ولكنه قبل ذلك كان العداء الأكثر ركضا تحت حاجز العشر ثواني في مئة متر خلال موسم واحد حيث
ركض 9 مرات في عام 1999، ولكن كذلك تم تحطيم هذا الرقم من خلال أسافا باول في عام 2006.

## الانجازات
- الألعاب الأولمبية :
- بطولة العالم :
  -     - بطولة العالم في القاعات :
    - Goodwill Games

## وصلات خارجية
- موريس غرين على موقع الاتحاد الدولي لألعاب القوى (الإنجليزية)
- موريس غرين على موقع الاتحاد الأمريكي لسباقات المضمار والميدان (الإنجليزية)
- موريس غرين على موقع الاتحاد الأمريكي لسباقات المضمار والميدان، قاعة المشاهير (الإنجليزية)
- موريس غرين على موقع اللجنة الأولمبية الدولية (الإنجليزية)
- موريس غرين على موقع أوليمبيديا (الإنجليزية)
- موريس غرين على موقع اللجنة الأولمبية والبارالمبية الأمريكية (الإنجليزية)
- موريس غرين على موقع قاعة كنساس للمشاهير الرياضية (مؤرشف) (الإنجليزية)